# Seyrigia
Seyrigia — рід рослин родини гарбузових, що складається з 6 видів (5 прийнятих).

## Види
- Seyrigia bosseri
- Seyrigia gracilis
- Seyrigia humbertii
- Seyrigia marnieri
- Seyrigia multiflora
- Seyrigia napifera